# Широкомордый кайман
Широкомордый кайман или широкорылый кайман (Caiman latirostris) — один из трёх видов кайманов. Размеры средние — длина обычно не превышает 2 м, максимальная зафиксированная — 3,5 м. Спина покрыта прочной окостеневшей чешуей. Окраска оливково-зелёная, светлая.
Широкомордый кайман распространен в водоёмах атлантического побережья — на юго-востоке Бразилии, в Боливии, Парагвае, Уругвае и на севере Аргентины. Его ареал пересекается с ареалом парагвайского каймана, но два этих вида не конфликтуют, поскольку отдают предпочтение разным местам обитания. Широкомордый кайман ведёт строго водный образ жизни, селясь в основном на мангровых болотах, в заболоченных низменностях с пресной и солоноватой водой. Часто селится неподалёку от человеческого жилья, в прудах, где поят домашний скот. Способен переносить довольно низкие температуры, встречаясь на высоте до 600 м над уровнем моря. Питается преимущественно водяными улитками, а также иными беспозвоночными и мелкими позвоночными (рыба, земноводные). Матёрые самцы порой охотятся на более крупную добычу, например — на капибар. В частности, их челюсти способны прокусить панцирь черепахи. Яйца (20—60 штук за раз) откладывают в гнезда, которые в сезон дождей строят на изолированных речных островах, причем самец иногда помогает самке в сооружении гнезда. Инкубация длится около 70 дней.
Несмотря на остеодермы, шкура этого каймана более пригодна для выделки, чем у любого другого каймана. Браконьерство в середине XX в. повлияло на численность его популяции, однако этот вид каймана не так привлекателен для незаконной охоты из-за своей скрытности и труднодоступности мест обитания. Большей проблемой является уничтожение привычных мест обитания широконосого каймана — загрязнение, вырубка лесов при строительстве гидроэлектростанций, расширения сельскохозяйственных угодий. Широкомордый кайман внесён в Приложение I Конвенции CITES (в Аргентине — в Приложение II). В популяции насчитывается от 250 000 до 500 000 особей, и она считается стабильной. В Аргентине осуществляются программы по разведению широкомордых кайманов на крокодиловых фермах.